# Sainte-Mère
Sainte-Mère is een gemeente in het Franse departement Gers (regio Occitanie) en telt 194 inwoners (2004). De plaats maakt deel uit van het arrondissement Condom.

## Geografie
De oppervlakte van Sainte-Mère bedraagt 9,6 km², de bevolkingsdichtheid is 20,2 inwoners per km².
De onderstaande kaart toont de ligging van Sainte-Mère met de belangrijkste infrastructuur en aangrenzende gemeenten.

## Demografie
Onderstaande figuur toont het verloop van het inwonertal (bron: INSEE-tellingen).